# Douglas Diamond
Douglas Warren Diamond (oktober 1953) is een Amerikaans econoom. Hij is sinds 1979 verbonden aan de University of Chicago Booth School of Business waar hij in de Merton H. Miller-leerstoel hoogleraar financiën is. Samen met Ben Bernanke en  Philip Dybvig kreeg hij in 2022 de Prijs van de Zweedse Rijksbank voor Economische Wetenschappen ter nagedachtenis aan Alfred Nobel voor onderzoek naar banken en financiële crises.
Diamond is vooral bekend om zijn werk over financiële crises en bankruns, met name het invloedrijke Diamond-Dybvig-model dat in 1983 werd gepubliceerd en het Diamond-model van gedelegeerd toezicht dat in 1984 werd gepubliceerd.
- Bibsys: 2061709
- CiNii: DA13104869
- Gemeinsame Normdatei: 128844418
- International Standard Name Identifier: 0000 0000 8358 4785
- Library of Congress Control Number: no92029040
- Mathematics Genealogy Project: 219221
- Nederlandse Thesaurus van Auteursnamen: 190154578
- ORCID: 0000-0002-1625-502X
- Virtual International Authority File: 13372371
- WorldCat: E39PBJh4r9WqHpQ9pPdPM9tkDq

1969: Frisch, Tinbergen ·
1970 : Samuelson ·
1971: Kuznets ·
1972: Hicks, Arrow ·
1973: Leontief ·
1974: Myrdal, Hayek ·
1975: Kantorovitsj, Koopmans ·
1976: Friedman ·
1977: Ohlin, Meade ·
1978: Simon ·
1979: Schultz, Lewis ·
1980: Klein ·
1981: Tobin ·
1982: Stigler ·
1983: Debreu ·
1984: Stone ·
1985: Modigliani ·
1986: Buchanan ·
1987: Solow ·
1988: Allais ·
1989: Haavelmo ·
1990: Markowitz, Miller, Sharpe ·
1991: Coase ·
1992: Becker ·
1993: Fogel, North ·
1994: Harsanyi, Nash, Selten ·
1995: Lucas ·
1996: Mirrlees, Vickrey ·
1997: Merton, Scholes ·
1998: Sen ·
1999: Mundell ·
2000: Heckman, McFadden ·
2001: Akerlof, Spence, Stiglitz ·
2002: Kahneman, Smith ·
2003: Engle, Granger ·
2004: Kydland, Prescott ·
2005: Aumann, Schelling ·
2006: Phelps ·
2007: Hurwicz, Maskin, Myerson ·
2008: Krugman ·
2009: Ostrom, Williamson ·
2010: Diamond, Mortensen, Pissarides ·
2011: Sims, Sargent ·
2012: Roth, Shapley  ·
2013: Fama, Hansen, Shiller  ·
2014: Tirole  ·
2015: Deaton  ·
2016: Hart, Holmström ·
2017: Thaler ·
2018: Nordhaus, Romer ·
2019: Banerjee, Duflo, Kremer ·
2020: Milgrom, Wilson ·
2021: Imbens, Angrist, Card ·
2022: Bernanke, Diamond, Dybvig ·
2023: Goldin ·
2024: Acemoglu, Johnson, Robinson